# Ait Iaaza
Ait Iaaza (en àrab آيت ايعزة, Āyt Īʿaza; en amazic ⴰⵢⵜ ⵉⵄⵣⴰ) és un municipi de la província de Taroudant, a la regió de Souss-Massa, al Marroc. Segons el cens de 2014 tenia una població total de 14.259 persones.